# وينفيلد (إلينوي)
وينفيلد (بالإنجليزية: Winfield, Illinois)‏ هي قرية تقع في الولايات المتحدة في إلينوي. يقدر عدد سكانها بـ 9,080 نسمة .

## الموقع الجغرافي
الموقع الجغرافي للمناطق المحيطة بهذه النقطة هو كالتالي:

## أعلام
- ريغي ريختر
- كريس براون
- ميخائيل بودن
- أندرو مارشال
- سكوت مايكل فوستر
- جوناثان ك. رايت